# James Lightbody
James Davies "Jim" Lightbody (Pittsburgh, 16 de março de 1882 - Charleston, 2 de março de 1953) foi um atleta meio-fundista e campeão olímpico norte-americano.
Lightbody teve grande sucesso nos Jogos de St. Louis 1904, vencendo todas as três provas que disputou, mesmo sem ser favorito em nenhuma delas. A primeira foram os 2590 m steeplechase, prova disputada unicamente nesses Jogos e a primeira vez que disputou esse evento. Dias depois, venceu novamente, nos 800 m e encerrou seus triunfos com a vitória nos 1500 m, estabelecendo um novo recorde olímpico e mundial para a distância, 4m05s0. No fim do mesmo dia, ainda adicionou uma medalha à sua coleção, integrando uma equipe mista que conquistou a prata nas 4 milhas por equipes.
Depois de conquistar o título universitário amador americano nos 800 e 1500 m em 1905, ele voltou a competir nos Jogos Olímpicos Intercalados de 1906, em Atenas, hoje não-oficiais, vencendo novamente os 1500 m e chegando em segundo nos 800 m. Voltou aos Jogos Olímpicos, desta vez oficiais, em Londres 1908, disputando os 800, os 1500 e os 3200 m steeplechase, desta vez sem conseguir medalhas nem classificação para as finais em nenhuma das modalidades.
Depois de sua morte, o condado de Delaware, em Indiana, onde viveu sua adolescência antes de cursar a Universidade de Chicago, criou em sua homenagem o Lightbody Award, concedido a pessoas que contribuem de maneira significativa com participação, apoio e promoção do atletismo ligado ao condado.